# Uniper
Uniper est une multinationale européenne d'origine allemande présente dans le secteur énergétique. Elle est issue en 2016, de la scission des activités d'énergie fossile de la compagnie allemande E.ON. À sa création, Uniper compte 14 000 salariés. Son siège social se trouve à Düsseldorf, en Rhénanie-du-Nord-Westphalie. Son dirigeant est Klaus Schäfer. En 2018, l'énergéticien finlandais Fortum prend le contrôle d'Uniper. En juillet 2022, à la suite de la crise énergétique mondiale de 2021-2022, l'État allemand prend 30 % du capital, puis 99 % en septembre 2022.

## Histoire
La société est créée le 1er janvier 2016. Le 12 septembre 2016, Uniper est coté à la bourse de Francfort, 53% de son capital étant ouvert. 
En mars 2017, OMV achète à Uniper une participation dans le gisement d'Oujno Rousskoie en Russie pour 1,75 milliard €.
En septembre 2017, Fortum annonce le lancement d'une offre d'acquisition sur Uniper pour 8,05 milliards €, effective en juin 2018.
Fin 2018, le groupe annonce qu'une partie de ses activités pourrait être rachetée.  
En 2019 (début juillet) le rachat des activités françaises d'UNIPER par la holding EPH (Energetický a prumyslový holding a.s.) détenue par le milliardaire tchèque Daniel Kretinsky est confirmé (ce dernier, âgé de 43 ans serait la 5e fortune tchèque ; en 2018 il est entré au capital du journal Le Monde et tente de racheter le géant de la distribution metro).
Deux centrales à charbon d'Uniper, à Gardanne (Bouches-du-Rhône) et Saint-Avold (Moselle), appelées à être fermées avant 2022 sont concernées. L'acheteur n'a pas expliqué quelle reconversion industrielle ou politique sociale il envisageait (certains, comme Cécile Marchand,des Amis de la Terre évoquent une centrale à biomasse, ou un simple achat stratégique pour se positionner en France afin d'y racheter d'autres activités). EPH se définit comme le 6e groupe d'énergie en Europe, avec 10 000 personnes en Tchéquie, Europe de l'Est, Italie, Allemagne et au Royaume-Uni.
En octobre 2019, Fortum annonce l'acquisition d'une participation de 20,5% dans Uniper, montant sa participation à 70,5 %.
Le 22 juillet 2022, le chancelier Olaf Scholz présente le plan de sauvetage d'Uniper, d'un montant global de 15 milliards €, négocié avec l'actionnaire principal Fortum : l'État allemand prendra 30 % du capital et Uniper pourra répercuter le 1er octobre au plus tard 90 % des coûts supplémentaires liés aux achats de gaz auxquels il doit procéder pour compenser la réduction de 60 % des volumes que lui livre la Russie. 
En septembre 2022, le plan de sauvetage est modifié. L'État allemand annonce prendre une participation de 93 % dans Uniper pour 8 milliards d'euros via une augmentation de capital et reprendra également la participation restante de 6 % de Fortum dans Uniper pour 480 millions d'euros. L'État allemand rembourse également un ensemble de prêt de 7,5 milliards d'euros émis par Fortum à Uniper. En décembre 2022, la Commission européenne approuve les nationalisations d'Uniper et du groupe gazier SEFE, mais leur impose de lourdes cessions d'actifs : Uniper devra se séparer de la centrale électrique de Datteln 4 en Allemagne, celle de Gönyu en Hongrie, son activité de chauffage urbain en Allemagne et un certain nombre de filiales internationales, qui représentent une part substantielle de ses bénéfices, et devra rendre disponibles pour ses concurrents une partie de ses réservations de capacité de stockage de gaz et de gazoduc. L'État allemand devra réduire sa participation dans l'entreprise à 25 % maximum d'ici la fin de 2028.

## Activité
Uniper est présent dans la production d'énergie, les matières premières mondiales, le stockage d'énergie, les ventes d'énergie et de services d'ingénierie. 
 Allemagnel'entreprise exploite des usines pilotes sous tension à gaz à Falkenhagen et à Hambourg-Reitbrook, et la première station de ravitaillement en carburant GNL pour camions. Elle œuvre principalement en Allemagne, où elle reste très présente sur le secteur de la production d'électricité à partir de charbon.
 Franceelle exploitait notamment trois centrales à charbon (la centrale Émile-Huchet à Saint-Avold, la centrale thermique de Provence à Gardanne et la centrale thermique de Lucy à Montceau-les-Mines), qui doivent être converties ou fermées avant 2022, et qu'elle a vendu au tchèque EPH en fin d'année 2018. En 2019, Uniper France exploite des parcs éolien et solaires avec près de 500 employés (pour 12 000 dans le monde). La filiale d'EPH change de nom en 2019 et devient Gazel Énergie à la suite de son rachat.